# Ningen Program
Ningen Program (人間プログラム?, Ningen Puroguramu) è il terzo album della band giapponese The Back Horn, il primo con una major.

## Tracce
1. Ikusen Kōnen no Kodoku (幾千光年の孤独)
2. Serenade (セレナーデ, Serenēde)
3. Sunny (サニー, Sanī)
4. Hachigatsu no Himitsu (8月の秘密)
5. Suisō (水槽)
6. Mister World (ミスターワールド, Misutā Wārudo)
7. Hyōhyō to (ひょうひょうと)
8. AKAI YAMI (アカイヤミ)
9. Ame (雨)
10. Sora, Hoshi, Umi no Yoru (空、星、海の夜)
11. Yūyake March (夕焼けマーチ, Yūyake Māchi)